# Городиські

Сучасний варіант гербу Корчак

Городиські (пол. Horodyscy) — волинський боярській (шляхетський) рід гербу Корчак. 

## Представники
- Ярош, фігурує в «конституції» сейму 1676 року
- Якуб, підписав вибір королем Яна ІІІ

- Антоній, мечник київський (радше незаможний зем'янин), дружина — Юстина Мархоцька
  - Миколай Анджей Городиський, дружина — Текля з Радзимінських, мали одного чи двох синів

- Корнель — дідич, посол Галицького сейму. Дружина — Леонія Гарниш.[2]
  - Францішек — художник, дружина
    - Ядвіґа — скульпторка
    - Корнель — офіцер Війська польського. 1939 року потрапив у полон і загинув у Старобільську. Дружина Марія Баль, загинула в Бухаресті.[3]
      - Кінга, 1959 року обвінчалась зі Станіславом Волковицьким.[3]

  - Людвік, дідич села Бабинці. Дружина Емілія Маковецька. Поховані на Личаківському цвинтарі, поле № 73.[4]

- Віктор, дружина — Елеонора Бохенська
  - Юзеф, дружина — Елеонора Стефанія Уєйська (25.12.1864, Васильківці[5]

- Антоній Фелікс, дружина Зофія з Червінських
  - Томаш — дідич села Крогулець, польський політик (крайній консерватор), посол Галицького сейму[6]
    - Броніслав — посол Галицького сейму

- Каєтан — «пан» у Пацикові (тепер Підлісся (Тисменицький район)).[7]

- Томаш — дідич села Комарів, добудував бабінець церкви Вознесіння Господнього, зокрема, у 1900—1905 роках[8]
- Казимир — фундатор костелу в Жабинцях[9], посол до Галицького сейму

- Тиміш — дідич села Крогулець у XVIII ст. Дружина Анеля Голієвська — власниця замку у Висічці.[10]
  - Денис, перебудував 1840 року власний палац у Колиндянах. Дружина — Катерина з Альбіновських.[10]

- Леон, дідич сіл Товстеньке і Кривеньке. Дружина Анеля Скібневська.[10]

- Антон Оскар. Мав дворик у селі Джурин. Збудував там школу і сам у ній вчителював. Заснував «Просвіту» в Бичківцях.[11]